# Карпов, Анатолий Сергеевич
Анато́лий Серге́евич Ка́рпов (7 июня 1935, Сталинград — 10 августа 2021, Калуга) — советский и российский литературовед, доктор филологических наук, профессор, заслуженный профессор РУДН. Заслуженный деятель науки Российской Федерации (1995).

## Биография
Окончил филологический факультет МГУ им. М.В.Ломоносова (1958) и аспирантуру Института мировой литературы имени А. М. Горького РАН (1963).
С 1958 по 1982 г.г. работал в Калужском педагогическом институте, пройдя путь от ассистента до проректора по научной работе.
В 1967—1970 г.г. преподавал русскую литературу в Университете Сегеда (Венгрия).
В 1982 году был избран заведующим кафедрой русской и зарубежной литературы Российского университета дружбы народов, в 1986—1991 г.г. являлся деканом историко-филологического факультета.
С 1995 года — профессор кафедры русской литературы XX века МГУ (по совместительству).
В 1996 году был избран действительным членом (академиком) Международной академии наук высшей школы.

### Семья
Жена — Эльза Владимировна Карпова.
Дети — Владимир, Анна.

## Научная и преподавательская деятельность
Научные интересы ученого сосредоточены в области теории и истории русского стиха, истории русской поэзии XX века, формирования и развития в эту эпоху жанра поэмы, проблем развития литературы русского зарубежья.
Подготовил 32 кандидата и двух докторов филологических наук. Автор 340 научных работ, в том числе более полутора десятков монографий, сборников научных статей и учебных пособий. 

## Награды
- Медаль Пушкина (15 сентября 2000 года) — за заслуги перед государством, многолетний добросовестный труд и большой вклад в укрепление дружбы и сотрудничества между народами[8].
- Медаль К. Д. Ушинского[9].
- Заслуженный деятель науки Российской Федерации (7 февраля 1995 года) — за большой вклад в подготовку высоквалифицированных многонациональных кадров и заслуги в укреплении и развитии международных связей в области науки и высшего образования[10].
- Нагрудный знак «Почётный работник высшего профессионального образования» — за заслуги в области изучения и преподавания русской литературы[11].